# جائزة نوبل في الأدب 1982
مُنحت جائزة نوبل في الأدب لعام 1982 للكاتب الكولومبي غابرييل غارسيا ماركيز «لرواياته وقصصه القصيرة، حيث يتم الجمع بين الخيال والواقعية في عالم غني من الخيال، يعكس حياة القارة وصراعاتها». وكان غارسيا ماركيز أول كاتب كولومبي ورابع كاتب أمريكي لاتيني يحصل على جائزة نوبل في الأدب.

## الحائز على جائزة
اشتهر غابرييل غارسيا ماركيز برواية مائة عام من العزلة الصادرة عام 1967، حيث يمزج بين الواقعية والرائعة بأسلوب أدبي يُعرف بالواقعية السحرية. بالإضافة إلى العديد من الروايات، كتب أيضًا قصصًا قصيرة وروايات وصحافة. 

## ردود الفعل
لاقى اختيار غارسيا ماركيز الحائز على جائزة نوبل عام 1982 استحسانًا كبيرًا من قبل نقاد الأدب والقراء في جميع أنحاء العالم. كان غارسيا ماركيز من بين المرشحين للفوز بالجائزة، والمرشحون الآخرون للجائزة التي حظيت باهتمام كبير في الصحافة هذا العام هم أوكتافيو باز ومارغريت يورسينار ونادين جورديمر.

## كلمة حفل توزيع الجوائز
في خطاب حفل توزيع الجوائز الذي ألقاه في 10 ديسمبر 1982، قال لارس جيلينستن من الأكاديمية السويدية إن الأكاديمية «لا يمكن القول إنها تقدم كاتبًا غير معروف»، مشيرًا إلى النجاح غير العادي لرواية غارسيا ماركيز عام 1967 مائة عام من العزلة. تحدث عن غارسيا ماركيز على أنه «راوي قصص نادر يتمتع بثراء بالمواد، من الخيال والخبرة، والتي تبدو لا تنضب» وأهميته في لفت الانتباه إلى أدب أمريكا اللاتينية. قال غيلينستين: «تذكر الروايات العظيمة إحدى روايات ويليام فولكنر»، «من خلال قصصه، خلق غارسيا ماركيز عالماً خاصاً به هو عالم مصغر. في أصالتها المضطربة والمربكة ولكن المقنعة بيانياً، فإنها تعكس قارة وثرواتها البشرية وفقرها».

## محاضرة نوبل
ألقيت محاضرة غابرييل غارسيا ماركيز نوبل بعنوان «عزلة أمريكا اللاتينية» في الأكاديمية السويدية في 8 ديسمبر 1982.

## الروابط الخارجية
- خطاب حفل توزيع الجوائز
- محاضرة نوبل nobelprize.org

|